# Friedrich Krauß (Naturforscher)

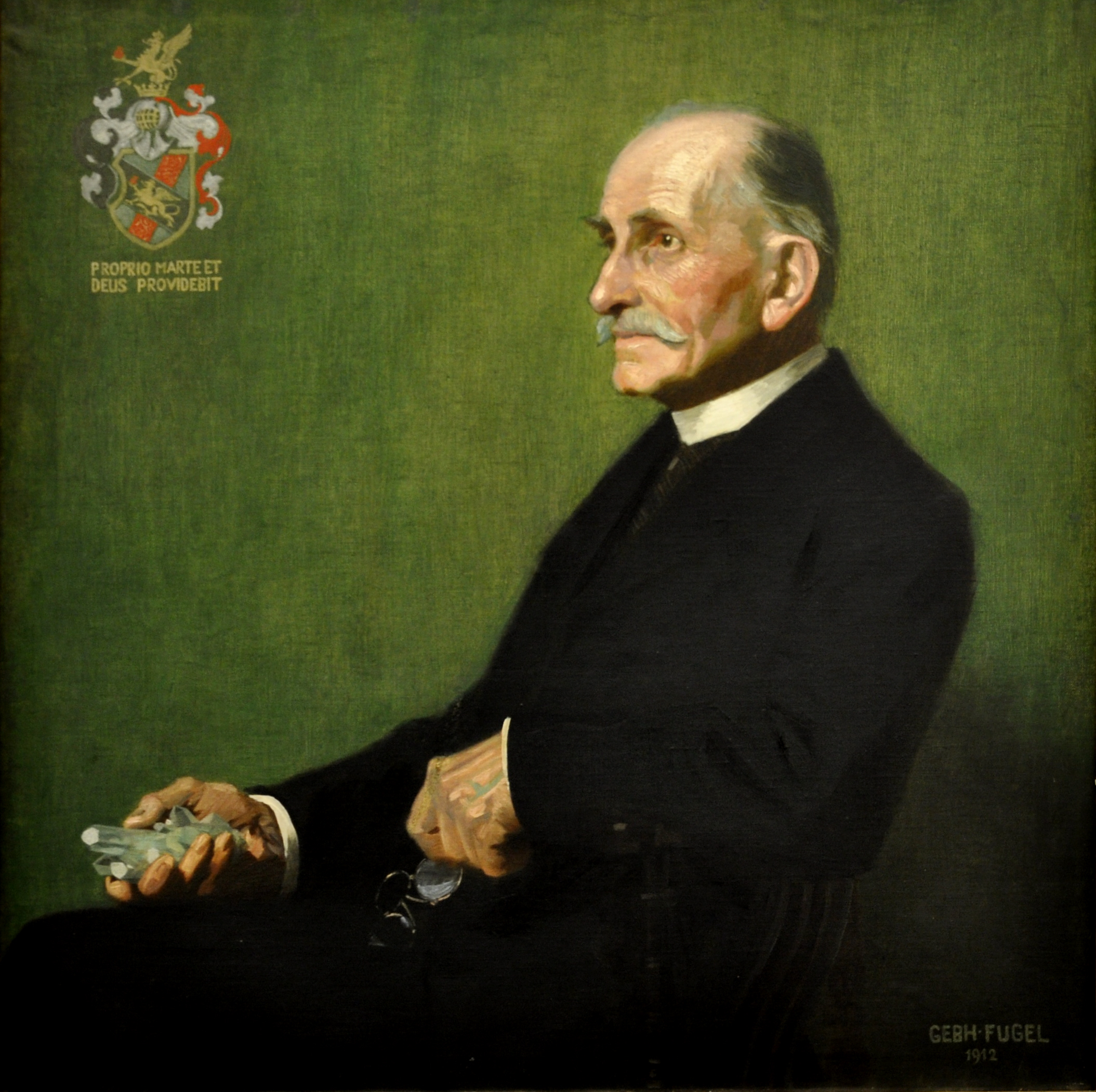
Gebhard Fugel Porträt Friedrich Krauss 1914

Johann Christoph Friedrich Krauß (* 2. Februar 1835 in Söhnstetten; † 8. Dezember 1921 in Ravensburg) war ein deutscher Fabrikant und Naturforscher.

## Leben und Wirken
Friedrich Krauß war der Sohn eines Lehrers, durchlief eine kaufmännische Ausbildung und trat 1868 als Teilhaber in die Gardinen- und Weißwarenfabrik seines Schwiegervaters in Ravensburg ein, die er seit 1900 alleine leitete und 1916 zweien seiner Söhne übergab.
Friedrich Krauß pflegte zahlreiche außerberufliche Interessen. Er erlernte Latein und Griechisch im Selbststudium und befasste sich mit Musik und Dichtkunst. Seine bedeutendsten Leistungen liegen auf naturkundlichem Gebiet; zumal als Geologe genoss er hohe Anerkennung. Eine Kiesgrube in der Nähe seines Wohnhauses weckte sein diesbezügliches Interesse; zusammen mit seinen Kindern und Enkeln sammelte er dort vom Rheingletscher verschobene alpine Gesteine auf und bestimmte ihre Herkunft. Im 1910 eröffneten „Naturkunde-, Kunst- und Altertums-Museum“ in Ravensburg richtete Krauß die Naturaliensammlung ein, ebenso im 1912 eröffneten „Bodensee-Museum“ des Vereins für Geschichte des Bodensees und seiner Umgebung in Friedrichshafen, wobei er beiden Museen Material aus seinem Besitz schenkte. Die Ravensburger Sammlung wurde im Zweiten Weltkrieg in Sicherheit gebracht, später aber nicht wieder aufgebaut. Die Friedrichshafener Sammlung wurde 1944 bei einem Luftangriff zerstört. Teile von Krauß’ Privatsammlung werden heute von der Pädagogischen Hochschule Weingarten betreut.

## Ehrungen
- Ehrenvorsitz des Naturkundevereins Ravensburg
- Ehrenmitgliedschaft im Verein für vaterländische Naturkunde in Württemberg (1919)
- Ehrenmitgliedschaft im Verein für Geschichte des Bodensees und seiner Umgebung (1921)

## Schriften (Auswahl)
- Natur und Heimat der in den Alpenvorlanden nördlich des Bodensees zerstreuten erratischen Blöcke und Geschiebe des eiszeitlichen Rheintalgletschers. In: Schriften des Vereins für Geschichte des Bodensees und seiner Umgebung, Band 38, 1909, S. 3–10. Digitalisat
- Die heutige Theorie über die Natur des Föhns. In: Schriften des Vereins für Geschichte des Bodensees und seiner Umgebung, Band 28, 1899, S. 23–32. Digitalisat
- Die Eiszeit und die Theorien über die Ursachen derselben. Maier, Ravensburg 1898.